# Swervedriver
Swervedriver är ett brittiskt alternativ rock/shoegazing-band från Oxford bildat 1984 under namnet Shake Appeal. Några år och medlemmar senare byttes namnet till Swervedriver. 

## Historik
Genom sina vänner i bandet Ride, fick de skivkontrakt med Alan McGees skivbolag Creation Records. 1991 gav de ut tre EP-skivor: (Son of Mustang Ford, Rave Down och Sandblasted). Dessa följdes av albumet Raise samma år.
Genom sina kontakter med Ride blev Swervedriver ansedda som ett shoegazing-band, och de har många gemensamma nämnare med typiska shoegazers: multipla gitarrlager, effektboxar, okonventionella gitarrstämningar, nedtonad sång och Beatles-ringande melodier. Faktum var dock att deras största influens kom från Americana, och band som The Stooges. Musiken skönjer en drogromantisk hållning, inte helt olik My Bloody Valentine, dock lite hårdare och råare. Bandet har många gånger i intervjuer visat uppskattning till drogförfattaren Hunter S. Thompson, och Franklin har en fixering av amerikanska bilar. Det förklarar escapismen och låttitlar som "Son of a Mustang Ford" och "Son of a Jaguar E". Någon kritiker kallade Swervedriver för "perfekt bilåkarmusik".
Efter lyckade turnéer med Monster Magnet och Soundgarden gav bandet ut singeln "Never Loose That Feeling" (1992), som räknas som en av bandets allra starkaste kompositioner. Kort därefter skedde omstruktureringar i bandet. Adi Vines hoppade av för att bilda heavy metal-bandet Skyscraper. Med bandets andra album Mezcal Head följde deras kommersiellt mest framgångsrika singel "Duel".
Efter turnéer med bland andra The Smashing Pumpkins 1994, gav Swervedriver ut albumet Ejector Seat Reservation 1995. Kort efter detta förlorade de skivkontraktet med Creation Records, och det blev starten på en kräftgång för bandet rent kommersiellt. Efter diverse turer med olika skivbolag, skrevs 1996 ett kontrakt för flera album med Geffen Records. Detta skulle inte heller visa sig vara ett lyckokast. Kort efter att avtalet var klart revs det av Geffen. Efter diverse rättsliga turer fick bandet tillgång till sina inspelningar, som gjorts under tiden med Geffen, och gav 1998 ut sitt fjärde och sista album 99th Dream på Zero Hour Records. "The Wrong Treats" 1999 blev bandets sista produktion och kort därefter upplöstes bandet. Bandets ledstjärna Adam Franklin har idag sin nya grupp Toshack Highway.
Trots ihärdigt turnerande och generellt bra kritik, fick Swervedriver aldrig något kommersiellt genombrott. Bandet kan med rätta kallas kultband, och har en sakta växande skara fans, speciellt i USA, som kallar sig själva "Swervies".

## Bandmedlemmar
Nuvarande medlemmar
- Adam Franklin – sång, rytmgitarr, sologitarr (1989–1998, 2008–)
- Jimmy Hartridge – sologitarr (1989–1998, 2008–)
- Mikey Jones – trummor, percussion (2011–)
- Mick Quinn – basgitarr (2015 som turnerande medlem, 2016–)

Tidigare medlemmar
- Steve George – basgitarr (1993–1998, 2008–2015)
- Adi Vines – basgitarr (1989–1992)
- Graham Bonnar – trummor (1989–1992, 2010–2011)
- Dan Davis – trummor (1992)
- Danny Ingram – trummor (1992)
- Jez Hindmarsh – drums (1993–1998, 2008–2010)

## Diskografi

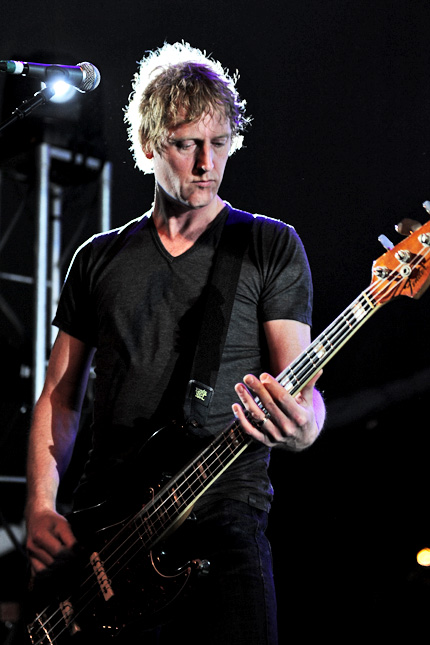
Steve George spelar med Swervedriver på Beck's Music Box under Perth International Arts Festival februari 2011.

### Album
Studioalbum
- Raise (1991)
- Mezcal Head  (1993)
- Ejector Seat Reservation (1995)
- 99th Dream (1998)
- I Wasn't Born to Lose You (2015)
- Future Ruins (2019)

Samlingsalbum
- Juggernaut Rides 1989–1998 (2005) (2xCD)

### Singlar/EPs
EPs
- Son of Mustang Ford (1991)
- Rave Down (1991)
- Sandblasted (1991)

Singlar
- "Reel To Real" (1991)
- "Never Lose That Feeling" (1993)
- "Duel" (1993)
- "Last Train To Satansville" (1993)
- "My Zephyr" (1994)
- "Magic Bus" (1994) (från Day Tripper Movie Soundtrack)
- "Last Day on Earth" (1995)
- "Swervedriver / Sophia" (delad singel) (1996)
- "93 Million Miles From the Sun … and Counting" (1997)
- "Space Travel Rock 'n' Roll" (1998)
- "Wrong Treats" (1999)